# Felipponea montevidensis
Felipponea montevidensis är en bladmossart som beskrevs av Brotherus in Felippone 1912. Felipponea montevidensis ingår i släktet Felipponea och familjen Leucodontaceae. Inga underarter finns listade i Catalogue of Life.